# جامع صلاح الدين الأيوبي (دمشق)
جامع صلاح الدين يقع في العاصمة دمشق في منطقة ركن الدين، يعد أحمد الفوال وأيمن الغميان ومساعديهم مشرفي على تحفيظ القرآن الكريم في الجامع، وعلاء الدين الحموي خطيباً له.